# Cyphon schwabei
Cyphon schwabei is een keversoort uit de familie moerasweekschilden (Scirtidae). De wetenschappelijke naam van de soort werd in 1938 gepubliceerd door Maurice Pic.